# Aeroportul Streaky Bay
Aeroportul Streaky Bay (IATA: KBY, ICAO: YKBY) este un aeroport din Australia de Sud, Australia.
Situat la o altitudine de 24 m, aeroportul dispune de o singură pistă. Este operat de District Council of Streaky Bay⁠(d).